# Codex Gigas

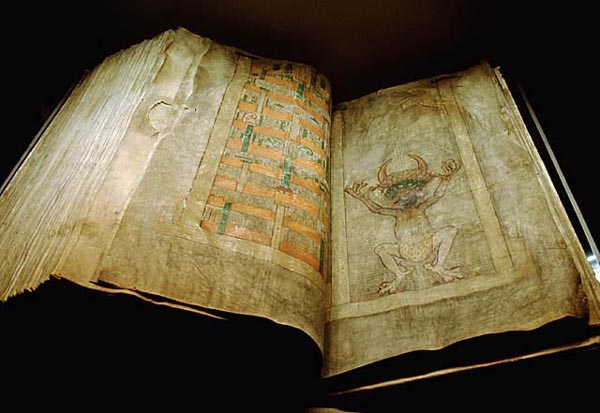
Codex Gigas

Codex Gigas (tiếng Anh: Giant Book) là một codex hay bản thảo chép tay thời Trung cổ lớn nhất còn tồn tại trên thế giới. Nó còn được gọi là Kinh của quỷ vì chứa một lượng lớn tranh minh họa của ma quỷ bên trong và truyền thuyết xung quanh sự sáng tạo của nó. Nó được cho là đã viết vào đầu thế kỷ 13 trong các tu viện Benedictine của Podlažice tại Bohemia (nay là Cộng hòa Séc). Nó chứa Kinh Thánh Vulgate cũng như nhiều tài liệu lịch sử và tất cả đều được viết bằng tiếng Latin. Trong Chiến tranh Ba mươi năm năm 1648, toàn bộ việc sưu tập đã được thực hiện bởi quân đội Thụy Điển, và bây giờ nó được bảo quản tại Thư viện Quốc gia Thụy Điển ở Stockholm. Cuốn sách có 320 trang. Nhưng theo dấu tích cho thấy đã bị xé mất 8 trang. Nên hiện nay chỉ còn 312 trang. 8 trang bị xé có nội dung gì Đến nay vẫn còn là điều bí ẩn.